# Siskóc
Siskóc (horvátul: Šiškovci) falu Horvátországban Vukovár-Szerém megyében. Közigazgatásilag Cernához tartozik.

## Fekvése
Vukovártól légvonalban 32, közúton 41 km-re délnyugatra, községközpontjától 3 km-re nyugatra, a Nyugat-Szerémségben, a Szlavóniai-síkság keleti részén, a Bigy két partján fekszik.

## Történet
A középkori Siskóc első írásos említése 1467-ben „Syskocz” alakban történt Újlaki Miklós macsói bánnak abban az oklevelében, melyben özvegy Kórógyi Jánosné elörökíti a valkómegyei Ivánkaszentgyörgy várát és annak tartozékait Rozgonyi Jánosnak. Az ivánkaszentgyörgyi várkastélyhoz tartozott. Nevét feltehetően a nádfélék régi népies nevéről (siska) kapta, de a szónak több értelmezése is van.
A térséget a török 1526-ban Valkóvár eleste után szállta meg és 1687-ig török uralom alatt állt. 1715-ben az egyházlátogatás 40 házat és fából épített templomot említ a településen. 1745-től megkezdődött a katonai határőrvidék szervezése. 1753-ban a település a Bródi határőrezred igazgatása alá került. Az itteni határőrök a Habsburg Birodalom minden csataterén harcoltak.
Az első katonai felmérés térképén „Siskovcze” néven található. Lipszky János 1808-ban Budán kiadott repertóriumában „Sisskovcze” néven szerepel. Nagy Lajos 1829-ben kiadott művében „Siskovcze” néven 76 házzal, 369 katolikus és 40 ortodox vallású lakossal találjuk. 1873-ban megszüntették a katonai igazgatást és 1881-ben Siskócot is a polgári Horvátországhoz csatolták.
1857-ben 333, 1910-ben 646 lakosa volt. Szerém vármegye Vinkovcei járásához tartozott. Az 1910-es népszámlálás adatai szerint lakosságának 77%-a horvát, 21%-a egyéb, 2%-a magyar anyanyelvű volt. A település az első világháború után az új szerb-horvát-szlovén állam, majd később (1929-ben) Jugoszlávia része lett. 1941–1945 között a Független Horvát Államhoz tartozott, majd ismét Jugoszlávia fennhatósága alá került. A múltban a lakói számára nagy problémát jelentett a rossz közúti összeköttetés a községközponttal. A látszólag kicsi 3,5 km óriásivá vált ősszel és tavasszal, mert a heves esőzések és az olvadó hó után az út sártengerré vált. Rossz időben sokszor a Biđen vitorláshajókkal szállították a helyi lakosokat. A múlt század hatvanas éveinek elején végre szilárd burkolatú út épült a két falu között, amely megoldotta ezt a problémát. 1991-ben lakosságának 94%-a horvát nemzetiségű volt. 1991-től a független Horvátország része. A településnek 2011-ben 804 lakosa volt.

## Népessége
| Lakosság változása | Lakosság változása | Lakosság változása | Lakosság változása | Lakosság változása | Lakosság változása | Lakosság változása | Lakosság változása | Lakosság változása | Lakosság változása | Lakosság változása | Lakosság változása | Lakosság változása | Lakosság változása | Lakosság változása | Lakosság változása |
| ------------------ | ------------------ | ------------------ | ------------------ | ------------------ | ------------------ | ------------------ | ------------------ | ------------------ | ------------------ | ------------------ | ------------------ | ------------------ | ------------------ | ------------------ | ------------------ |
| 1857               | 1869               | 1880               | 1890               | 1900               | 1910               | 1921               | 1931               | 1948               | 1953               | 1961               | 1971               | 1981               | 1991               | 2001               | 2011               |
| 333                | 375                | 374                | 485                | 541                | 646                | 525                | 541                | 408                | 467                | 558                | 643                | 636                | 625                | 841                | 804                |

## Gazdaság
A településen a mezőgazdaság, a halászat, a kézművesség és a szolgáltatóipar képezi a megélhetés alapját.

## Nevezetességei
Szent Anna és Szent Joakim tiszteletére szentelt római katolikus temploma a cernai plébánia filiája. Az első templom 1715-ben fából épült a mai temető helyén. 1854-ben épült fel a mai templom immár szilárd anyagból, téglából. 1954-ben a tornyot bádoggal fedték, azóta sok felújítást végeztek az épületen. Minthogy a hívők száma növekedett, egy nagyobb sekrestyét is építettek.

## Kultúra
A KUD „Slavko Janković” kulturális és művészeti egyesületet 1972-ben a „Seljačka sloga” helyi csoportjaként alapították. 1974-ben Slavko Janković neves népzenész nevét vette fel. Az egyesület működése alatt szinte minden folklórfesztiválon és rendezvényen részt vett egész Szlavóniában és jelen volt a Zágráb Folklórfesztiválokon is. Folklórcsoportjának és tamburazenekarának ma mintegy 40 aktív tagja van.

## Oktatás
A helyi iskola 1831-ben kezdte meg működését, első tanítója Marko Jemrić volt. 1958 óta a Šiškovci iskola négyosztályos, és a cernai iskola része, míg az 5. és 8. osztályos diákok Cernára járnak iskolába. 2006-ban új iskolaépületet építettek a faluban.

## Sport
Az NK Budućnost Šiškovci labdarúgóklubot 1966-ban alapították. A csapat jelenleg a megyei 1. ligában szerepel.